# Parodianthus
Parodianthus, biljni rod iz porodice sporiševki (Verbenaceae) smješten u tribusu Casselieae. Sastoji se od dvije vrste južnoameričkih polugrmova. Obje su endemi iz sjeverne Argentine. . Opisan je u Darwiniana 5: 37. 1941.

## Vrste
1. Parodianthus capillaris Tronc.
2. Parodianthus ilicifolius (Moldenke) Tronc.